# Eduard Strauss II
Eduard Strauss (Vienna, 24 marzo 1910 – Vienna, 6 aprile 1969) è stato un direttore d'orchestra austriaco nipote dell'omonimo compositore Eduard Strauss.

## Biografia
È presente nel film L'amore di una grande regina di Ernst Marischka, in cui interpreta il ruolo di un suo famigliare, il compositore Johan Strauss.